# Christina Beata Dagström
Christina Beata Dagström, född Adlersteen 8 augusti 1691, död 11 april 1754, var en svensk bruksägare. Hon är känd som ägare till Henrikstorps glasbruk (1713-1754).
Christina Beata var dotter till Jöran Adlersteen och Maria Ehrenberg (död 1713). Hon gifte sig 1715 med Olof Dagström, men började inte leva med honom förrän efter hans hemkomst från kriget 1723. Paret fick inga barn. Olof Dagström fängslades 1728 för brott mot kyrkan och kungen och dömdes efter en process 1731 till livstids fängelse. Även Christina Beata drogs in i processen, men frikändes i rätten från inblandning, och anklagades av maken för att ha förrått honom. 
Hon ärvde vid sina föräldrars död 1713, tillsammans med sina tre systrar, Henrikstorps glasbruk och Gärsnäs slott, och enskilt Gyllebo slott. Henrikstorps glasbruk tillföll formellt sett både hennes och hennes systrar, men det blev i praktiken hon som drev bruket. Som gift kvinna var hon formellt omyndig, men i praktiken torde det inte ha spelat någon roll i hennes fall eftersom hennes make var först frånvarande och därefter i fängelse under nästan hela deras äktenskap. Hon drev Henrikstorps glasbruk under merparten av dess existens, och det var under hennes tid ett av de ledande glasbruken Sverige.